# فرودگاه صحرایی این شمر
فرودگاه صحرایی این شمر (به انگلیسی: Ein Shemer Airfield) یک فرودگاه نظامی و همگانی است که یک باند فرود بتن, آسفالت, bitumen bound macdam دارد و طول باند آن ۱۲۱۶ متر است. این فرودگاه در کشور اسرائیل قرار دارد و در ارتفاع ۲۹ متری از سطح دریا واقع شده است.הנקמה קרובה